# Metro de Dalian
El Metro de Dalián es el sistema de transporte rápido de la ciudad-subprovincia de Dalian de la provincia de Liaoning, República Popular China. El metro se abrió el 8 de noviembre de 2002. El sistema consta de seis líneas: línea 1, línea 2, línea 3, línea 5, línea 12 y línea 13.

## Historia
A partir de 1950, Dalián enfrenta una alta tasa de crecimiento demográfico. Debido a su ubicación, el patrimonio cultural y de transporte atrajo a personas nativas y extranjeras, lo que lleva a un número cada vez mayor de automóviles y autobuses. El tráfico crea un problema para los tranvías, y las empresas de transportes decidió reducir en gran medida la red de tranvías. Ocho líneas de tranvías fueron cerradas, una por una, antes de 1980. Para entonces, la excesiva dependencia de los automóviles y autobuses causó problemas de tráfico y de medio ambiente. La red de tranvía se había reducido a tres rutas, la apertura de las rutas antiguas era imposible, ya que casi todas esas rutas estaban ocupadas por el tráfico de autobuses. Consciente de los problemas entre los tranvías y autobuses, las empresas de transportes trató una solución de fusionar ambos tipos de transporte: los trolebuses . Los trolebuses funcionan con electricidad y no causan la contaminación del aire, sin embargo, utilizar los caminos existentes (ya congestionado con tráfico de vehículos de motor) no iba a traer solución inmediata. Por lo tanto, la expansión de la red de trolebuses era poco práctica. En ese momento, un sistema de metro se propuso. Después de superar los obstáculos financieros y políticos, inició la construcción de la primera línea en septiembre de 2000. En octubre de 2002, la apertura de prueba de la primera línea, se puso en funcionamiento en mayo de 2003. El 28 de diciembre marcó el inicio de la operación completa de pasajeros.

## Características
- Longitud: 63 kilómetros.
- Estaciones: 20.
- Calibre : estándar.
- Coches por tren: 4-6.
- Frecuencia: cada 20 minutos durante las horas pico, cada 30 minutos en otros momentos.

Los primeros trenes salen de la estación a las 06:00, y los últimos trenes salen alrededor de las 20:00.Un solo viaje tarda unos 50 minutos.
| Línea     | Terminales       | Terminales         | Inauguración | Proyectos | Longitud en km | Estaciones |
|           |                  |                    |              |           |                |            |
| █ Línea 3 | Estación Dalián  | Estación Jinshitan | 2003         | —         | 49.15          | 12         |
| █ línea 7 | Estación Kaifaqu | Estación Jiuli     | 2008         | —         | 14.3           | 7          |
|           |                  |                    |              |           |                |            |

## Precios
La tarifa más baja entre dos estaciones es de un yuan , la tarifa entre más de dos estaciones es de dos yuanes. La tarifa completa entre las estaciones es de ocho yuanes. La Tarjeta de Pearl es un descuento, mensual de la tarjeta inteligente.